# Хібікі (1933)
Хібікі (Hibiki, яп. 響) — ескадрений міноносець Імперського флоту Японії, який брав участь у Другій світовій війні.
Корабель, який став двадцять другим серед есмінців типу «Фубукі», спорудили 1933 року на верфі ВМІ у Майдзуру.
На момент вступу Японії до Другої світової війни «Хібікі» належав до 6-ї дивізії ескадрених міноносців, яка 2 грудня 1941-го прибула з Японії до Мако (важлива база ВМФ на Пескадорських островах у південній частині Тайванської протоки). 2 есмінці дивізії виділили для участі у блокаді Гонконгу, тоді як «Хібікі» та «Акацукі» вирушили 4 грудня з Мако разом із загоном великих артилерійських кораблів адмірала Кондо, що мав забезпечувати загальне прикриття сил вторгнення до Малаї та на Філіппіни (всього охорона сил Кондо включала 10 есмінців). Вже у перший день бойових дій 8 грудня (тільки по іншу сторону лінії зміни дат від Перл-Гарбору) японці висадили десант на півострові Малакка, після чого стали очікувати на контратаку британського флоту. Невдовзі після опівдня 9 грудня японський підводний човен повідомив про виявлення ворожої ескадри, головну силу якої становили 2 лінкори, і загін Кондо вийшов для перехоплення в район на південь від острова Пуло-Кондоре (наразі Коншон, неподалік від південного завершення В'єтнаму). Втім, вступити в бій японським кораблям не довелось, оскільки тієї ж доби базова авіація потопила обидва ворожі лінкори. 11 грудня загін Кондо прибув до бухти Камрань (центральна частина В'єтнаму).
До 4 січня 1942-го «Хібікі» й далі ескортував загін Кондо, який у цей період взяв участь у проведенні Другого Малайського конвою (14—17 грудня), а з 20 по 24 грудня виходив з Камрані для прикриття висадки основного десанту на філіппінський острів Лусон, який висадили в ніч проти 22 грудня в затоці Лінгайєн.
Невдовзі «Хібікі» перенаправили до ще одного бойового напрямку, де японські війська розвивали наступ на схід Нідерландської Ост-Індії з півдня Філіппін. 6—12 січня 1942-го він та ще один есмінець супроводили важкий крейсер «Мая» до Палау на заході Каролінського архіпелагу (тут останній невдовзі увійшов до складу загону Кондо, який теж перекинули у новий регіон). 18—20 січня есмінці перейшли до порту Давао на південному узбережжі філіппінського острова Мінданао (тут японський десант висадився ще 20 грудня 1941-го).
З 29 січня по 4 лютого 1942-го «Хібікі» супроводжував танкерні конвої з Давао до Таракану і Балікпапану (центри нафтовидобувної промисловості на сході острова Борнео, захоплені японцями незадовго до того) та назад.
5—10 лютого 1942-го «Хібікі» разом зі ще одним есмінцем своєї дивізії ескортував з Даво до Камрані гідроавіаносець «Саньо-Мару», що відбувалось у межах підготовки операції зі вторгнення на захід острова Ява. 18 лютого з Камрані вийшли 56 транспортів, при цьому первісно їхній безпосередній ескорт становили легкий крейсер і 10 есмінців (серед них «Хібікі»), а 21 лютого в районі островів Анамбас до них приєднались ще один легкий крейсер та 5 есмінців. На підході до Яви конвой розділився на три основні загони, які рушили до визначених їм пунктів висадки. «Хібікі» разом зі ще одним есмінцем 6-ї дивізії та легким крейсером Юра прикривали десант у районі на схід від Батавії (наразі Джакарта) в затоці Ератан. Висадка відбулася в ніч проти 1 березня та пройшла на ділянці «Хібікі» без ускладнень (а от основний загін, що прикривав висадку на захід від Батавії, атакували ворожі крейсери, які намагались вирватись у Індійський океан після поразки в битві в Яванському морі — зіткнення, відоме як бій у Зондській протоці).
10 березня 1942-го «Хібікі» прибув до затоки Субік-Бей поблизу Маніли, а 19—26 березня ескортував звідси конвой до Куре, після чого став на ремонт у Йокосуці.
22—26 травня 1942-го «Хібікі» та ще один есмінець у межах підготовки мідвейсько-алеутської операції ескортував важкий та легкий авіаносці з Куре до Омінато (важлива база ВМФ на північному завершенні Хонсю), де збиралось велике угруповання для дій на Алеутах. 28 травня «Хібікі» та ще 2 есмінці і 2 легкі крейсери вийшли в море із завданням супроводжувати загін висадки на острів Киска, який також включав два переобладнані легкі крейсери та 2 транспорти. 1 червня кораблі прибули на Парамушир (Курильські острови), а наступного дня рушили далі. 7 червня відбулась висадка на Кисці, яка не зустріла жодного спротиву через відсутність на острові гарнізону. 12 червня «Хібікі» все ще перебував біля цього острова та був пошкоджений близьким вибухом бомби, скинутої ворожим літаком. Есмінець тепер міг іти лише з малою швидкістю і 13 червня під ескортом «Акацукі» рушив у Японію. Кораблі пройшли через Парамушир і 27 червня досягнули Омінато, де залишився «Акацукі». «Хібікі» прямував далі на південь та з 12 липня по 10 жовтня проходив відновлення в Йокосуці.
На час завершення ремонту вже більш як два місяці тривала битва на Соломонових островах за Гуадалканал, що постійно змушувало японське командування відправляти підкріплення до цього регіону, зокрема ескортні авіаносці здійснювали доставку нових літаків до віддалених баз Океанії. Як наслідок, до завершення 1942 року «Хібікі» разом зі ще одним есмінцем здійснили три походи для супроводу ескортного авіаносця «Тайо» з Йокосуки на атол Трук у центральній частині Каролінських островів (ще до війни тут створили потужну базу японського ВМФ, з якої до лютого 1944-го провадили операції в низці архіпелагів) та назад — з 1 по 16 листопада, з 19 листопада по 5 грудня та з 15 по 31 грудня. Під час останнього походу есмінці також супроводжували «Тайо» у його рейсі з Труку до Кавієнгу (друга за значенням японська база в архіпелазі Бісмарка, розташована на північному завершенні острова Нова Ірландія).
До 21 січня 1943-го «Хібікі» проходив ремонт у Йокосуці, а потім відновив свої походи на Трук та разом зі ще 3 есмінцями здійснив два кругові рейси для супроводу групи з ескортних авіаносців «Тайо» та «Унйо» — з 1 по 17 лютого та з 24 лютого по 12 березня. 4—10 квітня 1943-го «Хібікі» та ще 3 есмінці супроводили на Трук ескортні авіаносці «Тайо» і «Чуйо», а також важкий крейсер, а 16—21 квітня «Хібікі» пройшов із цими авіаносцями назад до Йокосуки (у зворотному рейсі загальний склад ескорту так само нараховував 4 есмінці, хоча з первісного складу групи залишились лише «Хібікі» та «Садзанамі»).
У першій половині травня 1943-го активізувалась боротьба на Алеутському архіпелазі, де американці розпочали операцію з повернення під контроль острова Атту (як і Киска був захоплений у червні 1942-го). Як наслідок, 18 травня «Хібікі» вирушив з Йокосуки та узявся за патрульно-ескортну службу в північній зоні. У липні «Хібікі» залучили до операції з евакуації гарнізону Киски. З 7 по 17 липня призначений для цього загін (який в цілому нараховував 2 легкі крейсери та 11 есмінців) перебував у морі, проте не зміг виконати завдання через погану погоду. У період з 22 по 31 липня відбулась друга спроба того ж загону (втім, один з есмінців довелось відіслати з півдороги на Парамушир через зіткнення). Цього разу 29 липня вдалося зняти з Киски гарнізон та доставити його на Курильські острови, причому «Хібікі» прийняв на борт більш як чотири сотні бійців. 3—9 серпня «Хібікі» пройшов з Парамуширу до Йокосуки, де перебував протягом кількох тижнів.
У середині вересня 1943-го «Хібікі» пройшов до Шанхаю, звідки вийшов 24 вересня разом зі ще двома есмінцями для супроводу конвою «Тей № 2 Го» (в межах операції «Тей Го» японське командування організувало доставку до Азії значних військових контингентів для підсилення ряду гарнізонів Океанії). Загін пройшов через Трук та 5 жовтня досягнув Рабаула (головна передова база японців у архіпелазі Бісмарка, з якої провадились операції на Соломонових островах та сході Нової Гвінеї). 9 жовтня «Хібікі» повернувся на Трук.
Наступним завданням стало забезпечення доставки пального для кораблів японського флоту, що вели бойові дії в Океанії (дії ворожих підводних човнів на комунікаціях значно ускладнювали такі транспортні операції). З 11 по 29 жовтня 1943-го «Хібікі» пройшов для ескорту танкерів з Труку через Сайпан (Маріанські острови) до Сінгапура. 2 листопада есмінець попрямував назад та 8 листопада вже був біля Таракану (центр нафтовидобутку на північно-східному узбережжі Борнео). Далі він супроводив кілька танкерів до Балкіпапану (ще один центр нафтовидобутку Борнео), а 14—21 листопада ескортував танкерний конвой між Балікпапаном та Труком.
З 23 листопада по 18 грудня 1943-го «Хібікі» виконував рейси для доставки військ на острови Мікронезії та відвідав Понапе (східні Каролінські острови), Кваджелейн і Мілі (Маршаллові острови) та Кусаїє (знову східна частина Каролінського архіпелагу).
21 грудня 1943-го «Хібікі» виходив з Труку щоб разом з трьома іншими есмінцями провести порятунок моряків з танкера «Терукава-Мару», що прямував на Сайпан і був потоплений підводним човном.
27 грудня 1943 — 2 січня 1944 «Хібікі» разом зі ще двома есмінцями супроводили з Труку до Куре авіаносець «Хійо» та легкий авіаносець «Рюхо», а з 12 січня по 19 лютого 1944-го «Хібікі» та ще один есмінець охороняли ескортний авіаносець «Кайо», який здійснив рейс із заходом до Маніли, Сінгапуру, Таракана, Палау (важливий транспортний хаб на заході Каролінських островів), Труку та в підсумку повернувся до Куре. З 1 березня по 10 квітня «Хібікі» та той самий есмінець супроводжували легкий авіаносець «Тійода», який пройшов за маршрутом Йокосука — Сайпан і Гуам (Маріанські острови) — Палау — Балікпапан (ще один нафтовидобувної промисловості на сході Борнео) — знову Палау — знову Балкіпапан — Давао — Куре.
Після повернення до Японії «Хібікі» до кінця квітня 1944-го проходив ремонт, а 3 травня разом зі ще 2 есмінцями та ескортним авіаносцем «Тайо» рушив у складі охорони конвою HI-61 (загони з таким позначенням водили на критично важливій для японської економіки трасі між портом Моджі та Сінгапуром). 9 травня HI-61 зайшов до Маніли, а за кілька діб рушив далі. Втім, «Хібікі» та есмінець «Інадзума» вже відділились від нього та почали ескортувати три танкери до Балікпапану (останні мали обслуговувати головні сили флота, які в межах підготовки до протидії очікуваному нападу союзників на головний оборонний периметр імперії прибули до Таві-Таві у філіппінському архіпелазі Сулу). 14 травня в протоці, яка сполучає моря Сулу та Сулавесі, американський підводний човен потопив «Інадзума», після чого «Хібікі» врятував більш як сотню членів екіпажу останнього. Далі «Хібікі» довів танкери до Балікпапану, де вони прийняли вантаж пального, а 19 травня прибув з ними до Таві-Таві. 23—25 травня «Хібікі» супроводив танкерний конвой з Таві-Таві до Давао.
12 червня 1944-го американці розпочали операцію заволодіння Маріанськими островами, які розглядались японським командуванням як складова частина основного захисного периметру. Головні сили японського флоту вийшли для контратаки, при цьому «Хібікі» та ще 3 есмінці супроводжували загін постачання з 4 танкерів. У битві 19—20 червня у Філіппінському морі японці зазнали важкої поразки та відступили. За кілька діб «Хібікі» вже був на Філіппінах, де брав участь у допомозі есмінцю «Юкікадзе», який 26 червня сів на риф біля південного узбережжя острова Панай, а 28 червня — 2 липня супроводив звідси якийсь танкерний конвой до Маніли (можливо відзначити, що в ці дати здійснили перехід від Панаю до головного міста Філіппін пошкоджені танкери «Іцукусіма-Мару» та «Хаясуї»). 7 липня 1944-го «Хібікі» виходив з Маніли для допомоги торпедованому есмінцю «Таманамі», проте не зміг віднайти місце катастрофи (у підсумку з «Таманамі» не врятувався жоден із членів екіпажу). 10—17 липня 1944-го «Хібікі» ескортував танкер «Хаясуї» з Маніли до Куре, після чого став там на короткостроковий ремонт.
З 1 серпня 1944-го «Хібікі» повернувся до супроводу конвоїв. Зокрема, відомо що в серпні він ескортував MO-05 з Моджі до Окінави та MI-15 з Моджі до Такао (наразі Гаосюн на Тайвані). 5 вересня «Хібікі» разом зі ще одним есмінцем розпочав супровід конвою TAMA-25, який прямував з Такао до Маніли. 6 вересня транспорт «Ейджі-Мару» підірвався на міні, після чого «Хібікі» підійшов до нього для надання допомоги та теж підірвався (крім того, існує версія, що «Хібікі» був торпедований підводним човном «Хейк»). Носова частина «Хібікі» зазнала значних пошкоджень і есмінець вирушив до Такао для аварійного ремонту. Лише 16 листопада він зміг прибути в Японію та став у доковий ремонт у Йокосуці, а наприкінці січня 1945-го перейшов звідси до Куре.
29 травня 1945-го «Хібікі» вже в японських водах вчергове підірвався на міні, після чого пройшов ремонт у Куре. Наприкінці травня відновлений корабель пройшов до Майдзуру (обернене до Японського моря узбережжя острова Хонсю), де перебував до капітуляції Японії. Згодом з корабля зняли озброєння та призначили для участі в репатріації японців (по завершенні війни з окупованих територій на Японські острови вивезли кілька мільйонів військовослужбовців та цивільних осіб японської національності).
5 квітня 1947-го колишній есмінець передали за репараціями СРСР. Тут він 22 липня 1947-го дістав назву «Верный» і був зарахований до 5-го флоту (формування з головною базою у Владивостоці, створене внаслідок розділення Тихоокеанського флоту). Втім, «Верный» так і не був відновлений до боєздатного стану, а з 5 липня 1948-го став навчальним кораблем «Декабрист». З 1952-го корабель використовували як несамохідну мішень, а 20 лютого 1953-го виключили зі списків ВМФ та призначили на злам.